# Centralwings
Centralwings war eine polnische Charterfluggesellschaft. Bis Oktober 2008 operierte sie als polnische Billigfluggesellschaft mit Sitz in Warschau und bis März 2009 als Charterfluggesellschaft. Sie war eine Tochtergesellschaft der LOT und operierte mit Boeing 737-300 und der größeren Boeing 737-400. Heimatbasis war der Flughafen Warschau.

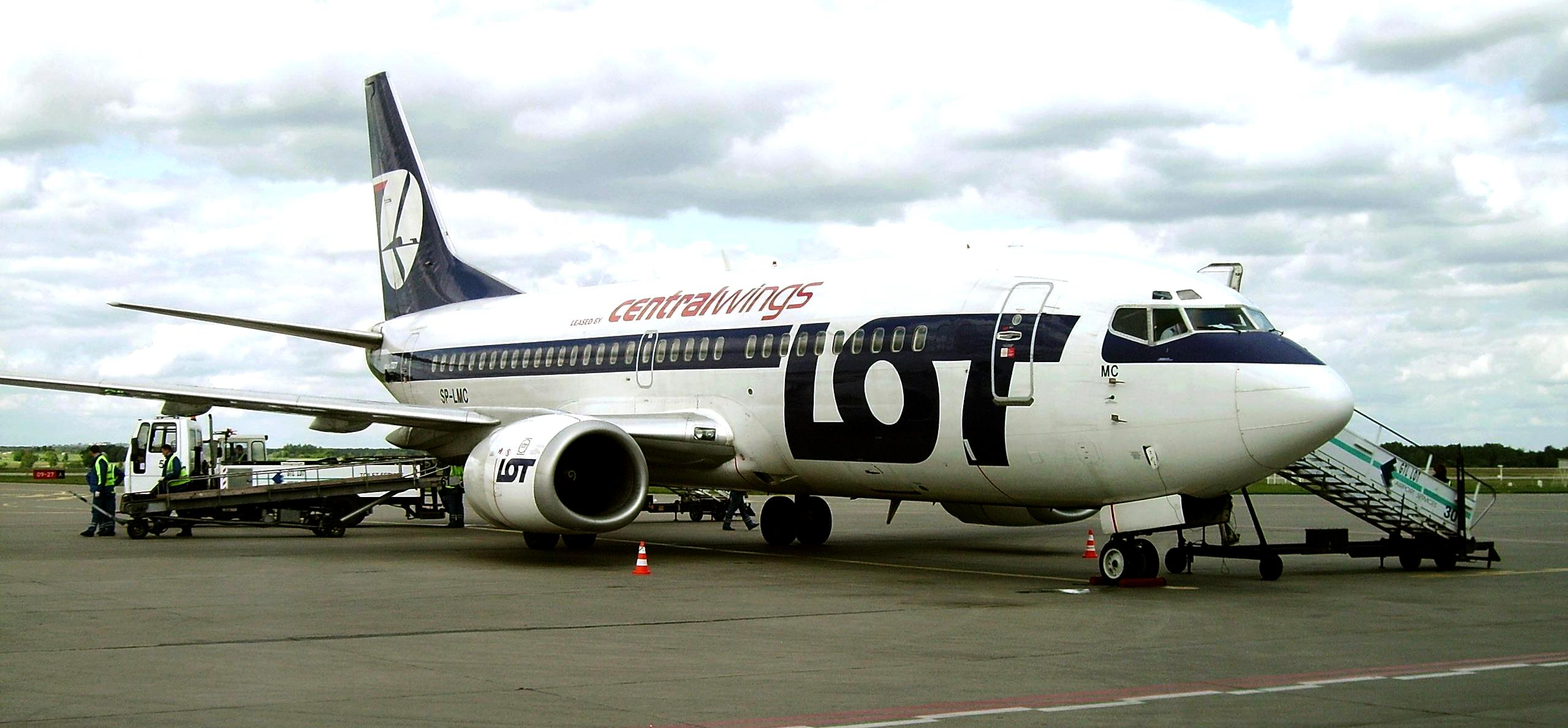
Polskie Linie Lotnicze LOT/Centralwings (2006 – Flughafen Katowice)

## Geschichte
Die Fluggesellschaft wurde im Dezember 2004 gegründet und nahm den Flugbetrieb im Februar 2005 auf.
Aufgrund finanzieller Probleme stellte Centralwings die Low-cost-Linienverbindungen Mitte September 2008 ein und konzentrierte sich nun verstärkt auf Charterflüge. Am 26. März 2009 hat LOT die Auflösung der Gesellschaft verkündet. Der letzte Flug fand am 31. Mai 2009 statt und zum 9. Juni 2009 wurde die Insolvenz vor dem Warschauer Gericht vermeldet.

## Flugziele
Beheimatet war die Fluggesellschaft in Warschau. Als Billigfluggesellschaft wurden europäische Ziele von Breslau, Danzig, Łódź, Krakau, Stettin und Katowice angeboten. Die Ziele waren unter anderem Girona, Lissabon, Rom, Rhodos, Bologna, Dubrovnik, Cork, Faro, Lille, Grenoble, Edinburgh, Dublin und Flughafen London-Gatwick.
In Deutschland wurden 2006 Flüge nach Köln, Hannover und Nürnberg angeboten, diese wurden aber wegen geringer Nachfrage aufgegeben. Zwischen Oktober 2008 und Mai 2009 flog man Charterziele im Auftrag der Polskie Linie Lotnicze an.

## Flotte
- 3 Boeing 737-300
- 6 Boeing 737-400